# Ska
Ska ist ein in den späten 1950er-Jahren auf Jamaika entstandenes Musikgenre.

## Geschichte
Bis heute gibt es drei „Wellen“ (waves) des Ska: Die ursprüngliche, jamaikanische Welle fand Anfang der 1960er Jahre statt. Aus dieser Musik entwickelten sich später Rocksteady, Bluebeat und in Folge Reggae. Die zweite Welle des Ska kam in England Ende der 1970er Jahre auf. Mitte der 1980er Jahre breitete sich die dritte Welle weltweit aus, in deren Gefolge auch wieder Bands auftraten bzw. auftreten, die zur ersten und zweiten Welle des Ska gehören. Die Tanzart zu Ska ist das so genannte Skanking (deutsch: Skanken).
Zur Herkunft des Namens „Ska“ gibt es mehrere Theorien: Das Geräusch sogenannter Offbeats auf einer Gitarre klingt wie „Skat! Skat! Skat!“, die Betonung von Ska-Beats klingt wie „ka-chink“ und andere mehr.

“I didn’t even know that the music was going to be serious. I didn’t know it was going to go all over the world!”

„Ich hätte nicht gedacht, dass die Musik mal ernstgenommen wird. Ich hätte nicht gedacht, dass sie mal um die ganze Welt gehen würde!“

## Entstehungsgeschichte des Ska
Die Geschichte des Musikstils Ska begann in den späten 1950er Jahren auf der Karibikinsel Jamaika. Im Zuge der 1962 erlangten Unabhängigkeit von Großbritannien war der Nationalstolz der Jamaikaner hoch, und es wurde nach einem eigenen, typisch jamaikanischen Lebens- und Musikstil gesucht. Zu dieser Zeit wurde auf der Insel vor allem Mento, Rhythm & Blues, Jazz und Boogie-Woogie getanzt. Die Platten kamen aus den USA und wurden von umherreisenden jamaikanischen Sound System Men von Lastwagen mit aufgesetzten Lautsprechern aus gespielt.
Als in den frühen 1960er Jahren der Rock & Roll als Verkörperung des Lebensgefühls von jungen weißen Amerikanern nach Jamaika kam, konnte dort niemand etwas damit anfangen, geschweige denn dazu tanzen. So wurden weiter die alten Rhythm-&-Blues-Platten gespielt, bis es keinen Nachschub mehr gab, weil in den USA nur noch Rock & Roll produziert wurde. Aus dieser „Not“ heraus begann Coxsone Dodd (ein sog. Sound System Operator) zusammen mit den späteren Skatalites, den jamaikanischen Mento mit Rhythm & Blues, Jazz und Boogie-Woogie zu mischen. Das Ergebnis war eine schnelle Musik, bei der das Schlagzeug nach R&B-Muster den zweiten und vierten Schlag betont. Diese Musik war völlig anders als alles, was bisher auf Jamaika gespielt wurde.
Als erste große Ska-Band machten sich die „Skatalites“ einen Namen. Manche Sound System Men begannen, der Ska-Musik einen spontanen Sprechgesang über Themen, die die Menschen gerade bewegten (Armut, Unterdrückung …) hinzuzufügen. Die Methode wurde Toasting genannt und entwickelte sich später zum Rap weiter. Andere Sound System Men experimentierten mit technischen Veränderungen der Musik wie Echoschleifen oder Ton-Zerhackungen und nannten diesen Stil Dub. Nach der Auflösung der bis dato federführenden Ska-Band „Skatalites“ und auch infolge eines extrem heißen Sommers auf Jamaika (1967) kam das Skanking aus der Mode. Man spielte den Ska deswegen etwas langsamer, mit weniger Bläsereinsatz und einer markanteren Basslinie. Das Ergebnis, ein gedämpfter Ska zum Mitschunkeln, wurde „Rocksteady“ genannt und entwickelte sich weiter zum heute bekannten Reggae mit seinen betont langsamen, im Gegenrhythmus gespielten Gitarrenakkorden. Ska beeinflusste auch Protopunk, und auch Punkrock ist immer noch stark von Ska beeinflusst.

## Die Ska-Wellen

### Die erste Welle:Jamaican Ska

Das schwarz-weiße Schachbrettmuster als Symbol des Ska

Zu den musikalischen Wurzeln des jamaikanischen Ska zählt vor allem US-amerikanischer Rhythm and Blues, besonders der Stil des auf Jamaika sehr populären Fats Domino; außerdem die mit den schwarzen Sklaven aus Afrika eingeführten und auf Jamaika weiterentwickelten musikalischen Elemente, aus denen der Mento als erste jamaikanische Populärmusik entstand. Welche die erste Ska-Single war, vermag man heute nicht mehr zu sagen, diese Musikrichtung entwickelte sich aber wohl Ende der 1950er Jahre. Seinen Namen hat der Ska „der Legende nach“ von der Band The Skatalites, die fand, dass das Wort Ska am besten zu der Musik passen würde. Eine andere Legende besagt, dass während einer Jamsession mit Prince Buster ein Gitarrist eher versehentlich den Offbeat statt des Downbeats betonte, woraufhin Prince Buster lautmalerisch gesagt habe: „Do again this ‘Ska’“.
Rhythmisch fällt auch eine starke Betonung des Offbeats auf.
Die Besetzung einer Ska-Band besteht üblicherweise aus einer Rhythmusgruppe mit Gitarren, E-Bass, Klavier oder Hammond-Orgel und Schlagzeug und Bläsern wie Saxophon, Trompete oder Posaune. 1966 entwickelte sich aus dem Ska heraus zunächst der Rocksteady, aus dem sich wiederum 1968 der Reggae entwickelte. Zur Entwicklung wird gesagt, dass während der heißen Sommerperioden der Ska-Takt einfach gemächlicher gespielt wurde, damit man immer noch zu den Stücken tanzen konnte.
Die bekanntesten Ska-Fans waren wohl die Rudeboys – jamaikanische Jugendliche aus dem Arbeitermilieu, die zum Teil Straßenbanden bildeten und einen eigenen Kleidungsstil entwickelten. Durch die jamaikanische Immigration nach dem Krieg kam diese Subkultur nach Großbritannien. Ska wurde (auch unter der Bezeichnung Bluebeat, nach dem englischen Musiklabel) zunächst in England (und speziell London), dann auch in den USA und dem restlichen Europa bekannt.
Die Rudeboys, auch Rudies genannt, waren wesentlich an der Entstehung einer weiteren bekannten Subkultur beteiligt: den Skinheads. Diese Jugendlichen übernahmen die typischen Merkmale der britischen Arbeiterklasse wie Arbeitsstiefel und Hosenträger und ergänzten diese durch das aggressive und lässige Auftreten der jamaikanischen Rudeboys und den Ska. Somit waren die durch diese Fusion entstandenen Skinheads, die ihren heutigen Namen durch Laurel Aitken persönlich erhalten haben sollen, diejenigen, die den Ska als erste zum festen Bestandteil ihrer Szene machten.
Der größte Ska-Hit außerhalb Jamaikas war Millie Smalls My Boy Lollipop von 1964, das Chart-Platzierung 2 in England und den USA und Platz 5 in Deutschland erreichte. Neben den erwähnten Skatalites und Prince Buster gehören zu den frühesten Ska-Musikern Laurel Aitken und Derrick Morgan. Weitere „klassische“ Ska-Künstler sind u. a. Desmond Dekker, The Maytals, Justin Hinds, Judge Dread und Bob Marley & The Wailers.

### Die zweite Welle:2-Tone
In der zweiten Welle, dem sogenannten 2-Tone Ende der 1970er Jahre, wurden Gruppen wie The Specials, Bad Manners, Madness, The Selecter und The Beat bekannt. Die Welle hat ihren Namen vom 2-Tone-Records-Label von Jerry Dammers, dem Keyboarder der „Specials“. Dieser englische Ska war nicht nur vom jamaikanischen Ska beeinflusst, sondern auch von der einige Jahre zuvor in England aufgekommenen Punk- und New-Wave-Bewegung. Zu den Hörern gehörten hier hauptsächlich Jugendliche aus dem Arbeitermilieu. Diese waren zum größten Teil Skinheads und Rudeboys. Die andere Hauptgruppe der Ska-Hörenden waren Suedeheads und Mods, die im Stil der fiktiven Figur auf dem Logo des 2-Tone-Labels, „Walt Jabsco“ genannt (auch auf dem Label-Logo von The Specials als skandender Rude Boy dargestellt – eine Cartoon-Version eine Bildes von Peter Tosh auf einem Albumcover der frühen 1960er Jahre), der Ikone der zweiten Ska-Welle (Porkpie-Hut und schwarz-weißer Anzug), gekleidet waren. Diese kamen aber eher aus bürgerlichen Verhältnissen, was hin und wieder Grund für Zusammenstöße beider Gruppen in den Dancehalls war. Dies hat auch zum Rückgang der zweiten Ska-Welle beigetragen.
Das Markenzeichen von 2 Tone Records waren die zwei (Farb)töne („two tone“) Schwarz und Weiß, insbesondere als Silhouette eines Menschen in der Farbgebung des Labels auf den Platten. Dies war Ausdruck des antirassistischen Hintergrunds der Ska-Bewegung, die das Schachbrettmuster bis heute als Symbol verwendet.

### Die dritte Welle:Third Wave
Die dritte Ska-Welle breitete sich Mitte der 1980er Jahre aus, mit Bands wie Oingo Boingo, The Toasters, The Slackers, The Hotknives, Spicy Roots aus Schwieberdingen, No Sports aus Stuttgart, Blechreiz aus Berlin, Skaos aus Krumbach, The Blue Beat aus Jülich bei Aachen und Ngobo Ngobo. Einer der wichtigsten Vertreter der Third Wave aus dem deutschsprachigen Raum sind The Busters aus Wiesloch.
Third Wave Ska ist die stilistisch wieder eher auf puristische Mittel beschränkte, in allen Geschwindigkeiten und Instrumentierungen gespielte Konzentration auf die musikalischen Muster des Ska in modernem Soundgewand. Die dritte Welle erhielt ihren Namen mit dem Aufkommen der amerikanischen, britischen und deutschen Ska-Bands nach den Erfolgen der 2-Tone-Ära, folgt dieser auch unmittelbar. Während die 2-Tone-Bands ihre Vorliebe zu Ska mit damaligen Subkulturen wie Punk und New Wave zum klassischen 2 Tone ohne konkrete Klangvorbilder verbanden, sind die Third-Wave-Bands wiederum von denen der 2-Tone-Zeit beeinflusst. Viele Third-Wave-Bands der ersten Stunden sind heute nach wie vor aktiv, so z. B. „The Toasters“, „The Busters“, „Skaos“, „The Blue Beat“ und „Mr. Review“ aus den Niederlanden. Mitte der 1980er Jahre machte die Band „El Bosso und die Ping Pongs“ aus Münster auf sich aufmerksam, weil sie Ska in deutscher Sprache spielte. Ende der 1990er Jahre griff die Band „Das Kartell“ aus Lübeck dieses Konzept auf.
Relativ zeitnah zum Third Wave kam mit den „Bosstones“ sowie „Rantanplan“ auch eine Vermischung von Ska mit Punk- und Metal-Elementen auf, so dass zur gleichen Zeit die kommerziell erfolgreicheren Stilrichtungen Skacore und Skapunk auftauchen. Diese müssen aber getrennt von der Third Wave betrachtet werden.

## Einflüsse aus anderen Musikstilen
Elemente des Ska lassen sich oft in anderen Musikstilen wiederfinden. So ist es dazu gekommen, dass der Ska viele andere Jugendkulturen beeinflusste, und umgekehrt. Besondere Herausbildungen dieser musikalischen Mischstile sind der Ska-Punk und der Ska-Core.
Operation Ivy, The Mighty Mighty Bosstones, Catch22, Broilers, Mad Caddies, Reel Big Fish, Less Than Jake, Ska-P und Streetlight Manifesto sind die bekanntesten Vertreter von Ska-Punk, daneben gibt es viele regional bekannte Bands und gerade in Deutschland, USA und Japan „hochaktive Schmelztiegel“. Eine starke Popularität gerade bei Fans, die erst in die Szene hineinschnuppern, besitzen Ska-P.
Viele dieser Bands haben bei Punkrock-Labels wie Fat Wreck Chords und Epitaph Records unterzeichnet und beziehen ihr Publikum aus deren Konsumentenkreis.
Heutzutage gibt es einen sehr bunten Strauß verschiedenster Unterarten des Ska, gespielt wird Ska-Punk, Ska-Jazz, Funk-Ska, Klezmer Ska, Cumbia Ska und auch verstärkt neoklassischer Ska, dazu kommen Mischungen mit allen möglichen Reggae-Arten, sogar mit Hip-Hop und dem Synthiepop der 1980er Jahre.
Bands, die in ihrer Landessprache singen, sind z. B. Persiana Jones (Italien), Nguru (Schweiz) The Locos (Spanien), Distemper und Leningrad (Russland), Babylon Circus und Skarface (Frankreich), Pannonia Allstars Ska Orchestra (Ungarn), Asesinos Cereales (Argentinien), Athena (Türkei), Rantanplan, Sondaschule, Bad Nenndorf Boys, Frau Doktor und Skatoons (Deutschland) und japanischsprachige Bands wie das Tokyo Ska Paradise Orchestra.
In Mittelamerika und auf der iberischen Halbinsel haben sich regelrechte Ska-Subkulturen entwickelt, deren Inhalte hauptsächlich den Punk-, Rastafari- und Skinhead-Bewegungen entlehnt und nur noch oberflächlich mit den Rudeboy-Wurzeln verbunden sind.
Es gibt inzwischen in Europa, Mexiko (Skatos) und auch anderswo Skater, die den Ska für sich entdeckt haben. Der spanischsprachige Ska, auch Latin Ska genannt, orientiert sich am Salsa, Cumbia und Son. Die Orientierung neuer Ska-Gruppen an traditionellen Ska-Elementen führte zur Entwicklung des Trad-Ska.
Ska ist mittlerweile eine beliebte Live- und Partymusikrichtung, und es hat sich eine sehr aktive und offene Subkultur gebildet. Diese zeigt sich nicht so sehr in aktuellen CD-Verkäufen, dafür sind aber immer öfter Ska-Bands im Line-Up großer Festivals zu finden, da sie wie wenige andere für sommerliche Partymusik stehen. Die dritte Welle des Ska ist außer in Südamerika selten aus der Independent-Ecke herausgekommen.

## Liste von Ska-Musikern und -Bands
- Laurel Aitken, auch „Godfather of Ska“ und „Highpriest of Reggae“ genannt, seine erste Single Little Sheila/Boogie in My Bones 1958 wird von manchen Experten als die erste wirkliche Ska-Aufnahme überhaupt betrachtet
- Athena, berühmte Ska-Gruppe aus der Türkei
- Bad Manners, heute hauptsächlich bekannt durch ihren Sänger Buster Bloodvessel
- Blechreiz, 1993 offiziell als „Beste Live-Band Berlins“ gekürt und nach dem Mauerfall mitverantwortlich für die Verbreitung von Ska auf dem Gebiet der DDR
- Desmond Dekker, große Hits wie King Of Ska, You can get it if you really want und The Israelites
- Desorden Público, Ska-Band aus Venezuela, die 1985 im Osten von Caracas gegründet
- El Bosso & die Ping-Pongs, erste deutsche Ska-Band mit deutschen Texten
- Karamelo Santo, argentinische Band aus Mendoza
- Los Fabulosos Cadillacs, argentinische Band, 1985 in Buenos Aires gegründet
- Madness, kommerziell erfolgreichste Ska-Band des 80er-Ska-Revivals aus England
- Mark Foggo’s Skasters, 1987 gegründete Ska-Band aus Liverpool/Amsterdam
- Moskovskaya, gegründet 1989, aus Ravensburg
- No Respect, Ska-Punk-Band von 1994 bis 2008 aus Göttingen
- No Sports, von 1985 bis 2002 bestehende Ska-Band aus dem Raum Stuttgart
- Oingo Boingo, US-amerikanische Ska-, New-Wave- und Punkgruppe von 1979 bis 1995
- Panteón Rococó, mexikanische Ska-Gruppe
- Prince Buster, jamaikanischer Ska-Musiker der ersten Stunde
- Quatre in Toulouse (QIT), Ska-Band, 1992 im schweizerischen Bern gegründet wurde
- Russkaja, österreichische Band, die Ska mit russischen Melodien verbindet
- Ska-P, stammen aus dem Madrider Vorort Vallecas in Spanien, Songtexte vor allem politisch orientiert
- Skafield, bekannteste Ska-Band des Saarlandes
- Spicy Roots, aus Schwieberdingen, die 1994 gegründet wurde und zu den bekanntesten Ska-Bands Deutschlands gehört
- Symarip mit Skinhead Moonstomp und Skinhead Girl, in den frühen 1970er Jahren prägend für die damalige deutsche Ska-Szene
- Talco, italienische Ska-Punk-Band aus Marghera, Venedig
- The Busters, bekannteste und erfolgreichste deutsche Ska-Band mit internationalem Bekanntheitsgrad
- The Nite Steadies, 2009 gegründete Ska Band aus Stuttgart.[3]
- The O. C. Supertones, einflussreichste und erfolgreichste Ska-Band der christlichen Musikszene, aus Orange County (Kalifornien), war von 1995 bis 2005 und erneut von 2010 bis 2017 aktiv
- The Selecter aus Coventry, England. Die Band ist der 2-Tone-Welle zuzurechnen.
- The Skatalites, erste Ska-Band mit prägenden Einflüssen auf die Entwicklung der jamaikanischen Musik, mit Unterbrechungen bis heute aktiv
- The Slackers, Ska-Band traditioneller Ausrichtung aus New York
- The Specials, 1977 unter dem Namen The Coventry Automatics gegründet, 1978 umbenannt; sie trennte sich 1981. Terry Hall gründete mit Neville Staple die Band „Fun Boy Three“ und trat später als Solokünstler auf, Jerry Dammers benannte die Specials in The Special AKA um, die mit Free Nelson Mandela einen weiteren weltweiten Hit landeten
- The Toasters, heute noch aktive New Yorker Ska-Band um Bandleader und ehem. Betreiber des Moon-Ska-Labels Bucket, haben mit ihrem Stil, den sie seit Mitte der 1980er Jahre spielen, die „Third Wave“ eingeleitet

Für weitere Vertreter des Genres siehe Skaband, Ska-Punk-Band und Ska-Musiker.
Zu den vom Ska beeinflussten Bands gehört auch die im deutschen Sprachraum bekannte Dancehall-/Punk-Band Irie Révoltés, eine 2000 gegründete Band aus Heidelberg, die sowohl auf Französisch als auch auf Deutsch textet.